# Liu Limin
Liu Limin (劉 黎敏T, Líu LiminP; 27 marzo 1976) è un'ex nuotatrice cinese.

## Carriera
Specializzata nella farfalla, può vantare una medaglia d'argento ai Giochi Olimpici e tre medaglie d'oro ai campionati mondiali.

## Palmarès
- Giochi olimpici

Atlanta 1996: argento nei 100m farfalla.
- Mondiali:

Roma 1994: oro nei 100m farfalla, nei 200m farfalla e nella 4x100m misti.
- Mondiali in vasca corta:

Palma di Maiorca 1993: oro nei 200m farfalla e nella 4x100m misti e argento nei 100m farfalla.
Rio de Janeiro 1995: oro nei 100m farfalla e argento nei 200m farfalla.
Göteborg 1997: oro nei 200m farfalla.
- Universiade

Fukuoka 1995: oro nei 100m farfalla e argento nei 200m farfalla.